# 稲美町立天満東小学校
稲美町立天満東小学校（いなみちょうりつてんまひがししょうがっこう）は、兵庫県加古郡稲美町にある公立小学校。

## 沿革
- 1982年（昭和57年）4月 - 兵庫県加古郡稲美町立天満東小学校（天満小学校の分離校）として創立
- 1991年（平成3年）12月 - 創立10周年記念事業開催
- 2001年（平成13年）11月 - 創立20周年記念式典開催
- 2013年（平成25年）7月～8月 - 大規模改修工事（校舎）
- 2014年（平成26年）7月～8月 - 大規模改修工事（校舎・体育館）

## 通学区域
- 稲美町[2]
  - 六分一の一部、岡（母里小学校の区域を除く）、 国安（天満小学校の区域を除く）、国岡の一部、印南の一部
- 卒業生は基本的に稲美町立稲美中学校へ進学する。

## 通学区域が隣接している学校
- 稲美町立天満南小学校
- 稲美町立天満小学校
- 稲美町立母里小学校
- 神戸市立岩岡小学校
- 明石市立清水小学校